# 4103 Chahine
4103 Chahine è un asteroide della fascia principale del diametro medio di circa 12,97 km. Scoperto nel 1989, presenta un'orbita caratterizzata da un semiasse maggiore pari a 2,3799971 UA e da un'eccentricità di 0,1918038, inclinata di 26,98887° rispetto all'eclittica.